# كريستيا أدير
كريستيا ف. دانييلز أدير (بالإنجليزية: Christia Adair)‏ (22 أكتوبر 1893 - 31 ديسمبر 1989): هي أمريكية أفريقية منادية بحق المرأة في الاقتراع وناشطة في الحقوق المدنية في تكساس. هناك جدارية في حديقة البلدة في تكساس (المسماة باسمها) تستعرض حياتها.

## حياتها المبكرة
وُلدت كريستيا ف. دانييلز في 1893 في فكتوريا في تكساس، وترعرعت في إدنا في تكساس، كريستيا ابنة لأدا كروسبي دانييلز العاملة في مغسلة، وهاردي دانييلز الذي كان يعمل متعهد نقل. لديها أخت غير شقيقة أكبر منها تبنتها والدتها قانونيًا، وأخَوان أصغر منها. تأثرت حياتها المبكرة كثيرًا بالديانة المسيحية، التي انتسبت إليها في سن 11 عامًا (في الكنيسة الميثودية). التحقت بكلية صمويل هيوستن التي كان عرابها مؤسسًا شريكًا فيها، وتدربت على التعليم في كلية برايري فيو للعلوم العادية والصناعية وتخرجت في عام 1915.

## حياتها المهنية
درّست كريستيا دانييلز في مدارس عامة في إدنا مدة ثلاث سنوات ثم تركت التعليم في عام 1918 بعد زواجها من إلبرت إتش أدير، عامل الفرملة على خط سكة الحديد ميسوري - الهادئ، وانتقلت إلى كنغزفيل، تكساس. وهناك انضمت إلى مجموعة نسائية مكافِحةً ضد مؤسسات القمار ونظمت حملات لتحصيل حق المرأة في التصويت. على الرغم من نجاح حركة حق المرأة في التصويت، مُنعت أدير من التصويت في تكساس، إذ استُبعدت من مكان الاقتراع بسبب قانون الولاية الذي يمنع الأمريكيين الأفارقة من التصويت في الانتخابات التمهيدية مع أنه سُمح لها التسجيل للتصويت. أثارت هذه الحادثة أدير للبدء بالعمل مع حركة الحقوق المدنية. كثفت جهودها في المجتمع حين أصبحت نزعة التمييز العنصري أكثر انتشارًا. 
انتقلت إلى هيوستن في عام 1925، وانضمت إلى فرع المدينة للجمعية الوطنية للنهوض بالملونين في عام 1943. عملت سكرتيرة تنفيذية للجمعية من عام 1949 أو 1950 حتى 1959 في فترة قضية سميث ضد القانون القديم البارزة. بعد أن حسمت المحكمة القضية لصالح سميث، أصبح فرع هيوستن للجمعية الوطنية للنهوض بالملونين هدفًا لتهديدات التفجير. رفضت أدير تسليم قائمة بأعضاء المجموعة للشرطة؛ لأنها كانت تعتقد أن شرطة هيوستن تحاول الحصول على القائمة لتفريق الفرع؛ تحت ستار مطالبات بشراء المناصب أو بيعها. كانت واحدة من أعضاء الفرع الذين شهدوا خلال محاكمة تتعلق بمحاولة الاستيلاء على سجلات الفرع. 
عملت أدير على إلغاء الفصل العنصري في مكتبة هيوستن العامة والمطار والمستشفى ووسائل المواصلات العامة وغرف تبديل الملابس في المحال التجارية. شكّلت جزءًا من جهد مبذول لتأهيل أهالي تكساس للخدمة في هيئات المحلفين وليحصلوا على وظائف في الدولة. ساهمت أدير في تأسيس حزب مقاطعة هاريس الديمقراطي، وهو منظمة متكاملة. وكانت أول امرأة أمريكية أفريقية تُنتخب في اللجنة التنفيذية الديمقراطية في الولاية في عام 1966 (على الرغم من أنها رفضت مقعدها في اللجنة احتجاجًا). كانت نشيطة في الكنيسة الأسقفية الميثودية منذ طفولتها وكانت أول امرأة تنضم للهيئة العامة للطائفة.

## حياتها الشخصية وإرثها
ترملت كريستيا دانييلز في عام 1943 وتوفيت في عام 1989 وعمرها 96 عامًا. أُرشفت أوراقها في معرض مكتبة هيوستن العامة وفي مكتبة الأمريكيين الأفارقة لمدرسة غريغوري في الجناح الرابع.